# Хилкенброк
Хилкенброк (њем. Hilkenbrook) општина је у њемачкој савезној држави Доња Саксонија. Једно је од 60 општинских средишта округа Емсланд. Према процјени из 2010. у општини је живјело 830 становника. Посједује регионалну шифру (AGS) 3454022.

## Географски и демографски подаци
Хилкенброк се налази у савезној држави Доња Саксонија у округу Емсланд. Општина се налази на надморској висини од 10 метара. Површина општине износи 11,1 km². У самом мјесту је, према процјени из 2010. године, живјело 830 становника. Просјечна густина становништва износи 75 становника/km².